# سامي زيغلينسكي
سامي زيغلينسكي (بالإنجليزية: Sammy Zeglinski)‏ مواليد 16 يونيو 1988 في فيلادلفيا، هو لاعب كرة سلة أمريكي. بدأ مسيرته الاحترافية في سنة 2012. يلعب كلاعب هجوم خلفي. يحمل الرقم 3. يبلغ طوله 6 قدم 1 بوصة (1.9 م). لعب مع آيلاند ستورم ونياغرا ريفر ليونز في دوري كندا الوطني لكرة السلة.

## روابط خارجية
- سامي زيغلينسكي على موقع كلية كرة السلة في سبورتس رفرنس.كوم (الإنجليزية)
- سامي زيغلينسكي على موقع ريلجم (الإنجليزية)